# Шепетівське наукове при УАН товариство
Шепетівське наукове товариство при УАН, Шепетівське наукове при УАН товариство — науково-громадська організація.

Засноване 1926. До складу товариства входили природничо-географічний, культурно-історичний і соціально-економічний відділи. У товаристві працювали академіки О.Новицький та П.Тутковський, професори М.Безбородько, С.Гасиченко, В. І. Кочубей, інж. М.Макарович, агроном Г.Сукачов, лісознавець О.Цируль та ін.

Члени товариства досліджували корисні копалини Шепетівської округи та історію краю, проводили археологічні дослідження.

Вийшли друком 2 номери «Бюлетеня Шепетівського наукового при УАН товариства».

1930 припинило діяльність у зв'язку з постановою листопадової (1929) сесії ВУАН про ліквідацію місцевих наукових товариств.